# Gironville-sur-Essonne
Gironville-sur-Essonne är en kommun i departementet Essonne i regionen Île-de-France i norra Frankrike. Kommunen ligger i kantonen Milly-la-Forêt som tillhör arrondissementet Évry. År 2022 hade Gironville-sur-Essonne 762 invånare.

## Befolkningsutveckling
Antalet invånare i kommunen Gironville-sur-Essonne
| Referens: INSEE |